# Hernando de Escalante Fontaneda
Hernando de Escalante Fontaneda (ca. 1536 – na 1575) was een Spaans overlevende van een schipbreuk, die gedurende 17 jaar tussen de indianen van Florida leefde. Hij is het bekendst vanwege zijn associatie met de legende van de Fontein van de Eeuwige Jeugd, een van de onderwerpen die hij beschreef in zijn Memorias uit 1575. Dit werk wordt tegenwoordig gezien als een van de waardevolste verslagen van het leven van de Amerikaanse inheemse bevolking in die tijd.

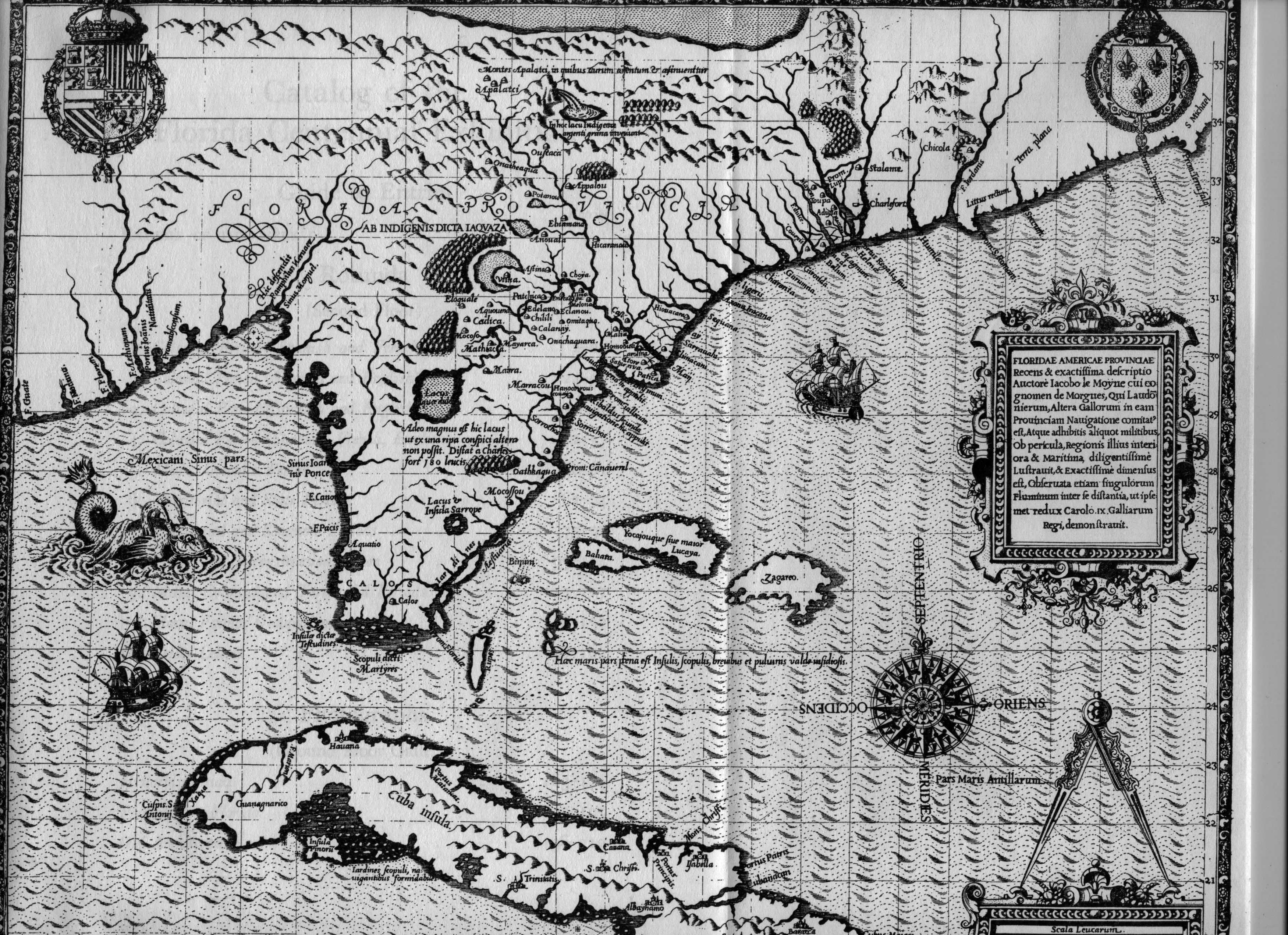
(La) Florida in 1591, de regio waar de Fontaneda door reisde

## Biografie
Rond 1549, toen Fontaneda circa 13 jaar oud was, waren hijzelf en zijn broer op een schip op weg terug naar huis (in Salamanca, Spanje) toen ze plots schipbreuk leden nabij de kust van Florida. Dit gebeurde mogelijk tijdens een orkaan. De bemanning en de passagiers werden gered door Calusa-indianen, die hen vervolgens echter tot hun slaven maakten en enkele van de schipbreukelingen die ze aanvankelijk gered hadden zelfs offerden aan hun god. De jonge Fontaneda ontsnapte blijkbaar aan de dood door hun opdrachten juist te interpreteren wanneer er gezongen of gedanst moest worden. 
Hij bracht de volgende 17 jaar van zijn leven door onder de Calusa en andere stammen. Hij leerde daarbij verschillende talen en reisde veel door Florida. Rond 1566 werd Fontaneda uit zijn slavenbestaan gered  door Pedro Menéndez de Avilés, die de eerste Spaanse gouverneur van Florida en de stichter van St Augustine was en had onderhandeld over de vrijlating met de indianenkoning Carlos. Een andere theorie is dat Fontaneda werd gered door de Franse hugenoten van Fort Caroline in 1565 en zich herenigde met de Spanjaarden toen ze het fort innamen. Hij diende daarna als vertaler en gids voor Menéndez op een aantal opdrachten de komende jaren en keerde daarna terug naar Spanje in 1569 om de eigendommen van zijn ouders terug te vorderen uit het koninklijk domein. 
In 1575 schreef hij zijn Memorias, waaruit is gebleken dat het waardevolle informatie bevatte voor historici van toen zoals Antonio de Herrera y Tordesillas en interessant is gebleven tot de dag van vandaag.

### Memorias
Fontaneda geeft de stad Tampa de vroegste schriftelijke vermelding. Hij noemt 22 dorpen of bewoningen van de Calusa, waarvan de eerste 'Tanpa' wordt genoemd. Hij geeft geen details over de exacte locatie van Tanpa, maar een verband met het huidige Tampa wordt onwaarschijnlijk geacht. De Memorias bleken ook een instrument voor de ontwikkeling van de legende van de Fontein van de eeuwige jeugd als een vroege vermelding van Juan Ponce de León op zoek naar de genezende bron in Florida, een detail dat bijna onlosmakelijk verbonden is met de hedendaagse mythe. Hoewel Fontaneda zelf het verhaal niet echt geloofde, waren latere historici er niet ongevoelig voor.